# دهستان نجم‌آباد
دهستان نجم‌آباد (نظرآباد) نام دهستانی در بخش تنکمان شهرستان نظرآباد، استان البرز در ایران است. براساس سرشماری مرکز آمار ایران در سال ۱۳۸۵، جمعیت آن ۸۸۸۰ نفر (۲۱۷۸ خانوار) بوده‌است.